# كريس غوتشيواني
كريس غوتشيواني (بالإنجليزية: Chris Guccione)‏ هو لاعب كرة مضرب أسترالي.

## وصلات خارجية
- كريس غوتشيواني على موقع رابطة محترفي التنس (الإنجليزية)
- كريس غوتشيواني على موقع الاتحاد الدولي لكرة المضرب (الإنجليزية)
- كريس غوتشيواني على موقع كأس ديفيز (الإنجليزية)
- كريس غوتشيواني على موقع اتحاد التنس الأسترالي (الإنجليزية)
- كريس غوتشيواني على موقع خلاصة التنس.كوم (الإنجليزية)
- كريس غوتشيواني على موقع إي إس بي إن.كوم (الإنجليزية)
- كريس غوتشيواني على موقع أوليمبيديا (الإنجليزية)